# Castel San Giorgio
Castel San Giorgio är en ort och kommun i provinsen Salerno i regionen Kampanien i Italien. Kommunen hade 13 784 invånare (2017).